# Robert Blackwell
Pour les articles homonymes, voir Blackwell.
Robert Alexander « Bumps » Blackwell, né à Seattle le 23 mai 1918 et mort le 9 mars 1985 à Whittier, en Californie, est un compositeur, arrangeur, et producteur de disques américain, mieux connu pour son travail de superviseur des premiers succès de Little Richard, ainsi que les arrangements musicaux de Ray Charles, Quincy Jones, Ernestine Anderson, Lloyd Price, Sam Cooke, Herb Alpert, Larry Williams et Sly and the Family Stone au début de leur carrière musicale,.

## Biographie
Né à Seattle, dans l'état de Washington, Blackwell a mené un groupe de jazz à la fin des années 1940, qui comprenait le pianiste Ray Charles et trompettiste de Quincy Jones. Il s'installe à Hollywood, en Californie, pour poursuivre ses études de la compositeur, mais accepte à la place un emploi d'arrangeur et producteur à l'Art Rupe Speciality Records. Il a travaillé avec Sam Cooke, Larry Williams, Lloyd Price et Guitar Slim, et a produit Little Richard au cours de son ascension vers la célébrité en 1955 et 1956.
En plus de produire le hit fulgurant de Little Richards Tutti Frutti après l'avoir entendu chanter en studio, Blackwell a également produit d'autres succès de Little Richard au milieu des années 1950, en a co-écrit certains d'entre eux, y compris : Long Tall Sally, Good Golly, Miss Molly, Ready Teddy et Rip It Up. Ils sont tous rapidement devenus des standards du rock and roll, et par la suite, ont été repris par des centaines d'artistes, y compris Elvis Presley, The Beatles et Creedence Clearwater Revival.
Il a également produit le hit de Sam Cooke You Send Me. Blackwell quitte Specialty en 1957, emmenant Sam Cooke avec lui à Keen Records. Il a été directeur A&R de Mercury pour la Côte ouest des États-Unis de 1959 à 1963, et a produit les albums gospel de Little Richard. Il est devenu le manager de Richard et a continué à travailler avec lui dans les années 1970.
En 1981, Blackwell a produit quelques chansons de l'album Shot of Love de Bob Dylan.
Il meurt à son domicile, la Hacienda Heights à Whittier, en Californie, en 1985, d'une pneumonie.

## Discographie choisie

### Co-écriture and production
- 1956 : Long Tall Sally (Blackwell/Johnson/Penniman) - Little Richard
- 1956 : Ready Teddy (Blackwell/Marascalco) - Little Richard
- 1956 : Rip It Up  (Blackwell/Marascalco) - Little Richard
- 1958 : Good Golly, Miss Molly (Blackwell/Marascalco) - Little Richard

### Production
- 1957 : You Send Me (Sam Cooke)
- 1981 : Shot of Love (Bob Dylan)